# Tuczno (gemeente)
De gemeente Tuczno is een stad- en landgemeente in Polen. Aangrenzende gemeenten:
- Człopa, Mirosławiec en Wałcz (powiat Wałecki)
- Drawno (powiat Choszczeński)
- Kalisz Pomorski (powiat Drawski)

Zetel van de gemeente is in de stad Tuczno. 
De gemeente beslaat 17,7% van de totale oppervlakte van de powiat.

## Demografie
Stand op 30 juni 2004:
| Omschrijving                   | Totaal | Totaal | Vrouwen | Vrouwen | Mannen | Mannen |
| ------------------------------ | ------ | ------ | ------- | ------- | ------ | ------ |
| eenheid                        | aantal | %      | aantal  | %       | aantal | %      |
| inwoners                       | 5066   | 100    | 2561    | 50,6    | 2505   | 49,4   |
| bevolkingsdichtheid (inw./km²) | 20,3   | 20,3   | 10,2    | 10,2    | 10     | 10     |

De gemeente heeft 9,2% van het aantal inwoners van de powiat. In 2002 bedroeg het gemiddelde inkomen per inwoner 1348,33 zł.

## Plaatsen
Bytyń, Jamienko, Jeziorki, Krępa Krajeńska, Lubiesz, Marcinkowice, Martew, Miłogoszcz, Mączno, Nowa Studnica, Płociczno, Ponikiew, Próchnówko, Rusinowo, Rzeczyca, Strzaliny, Tuczno Drugie, Tuczno Pierwsze, Tuczno Trzecie, Wrzosy, Zdbowo, Złotowo.